# Temple aux Serpents
Le temple aux Serpents (chinois simplifié : 蛇庙 ; pinyin : Shé Miào ; pe̍h-ōe-jī : Tsuâ-biō) ou temple des Nuages d'azur est un temple bouddhiste accueillant des serpents situé à Bayan Lepas, en Malaisie, sur l'île de Penang. 

## Histoire
Le temple fut construit à partir de 1805 pour honorer  Chor Soo Kong (aussi connu sous le nom de Qingshui (monk) (en)) (Qingshui / chinois: 清水; pinyin: Qīngshuǐ; Pe̍h-ōe-jī: Chheng-chúi; né en 1047 et mort en 1101, connu aussi sous le nom de Chó͘-su-kong (Chinese: 祖師公; Pe̍h-ōe-jī: Chó͘-su-kong), un bouddhiste chán du xian d'Anxi dans le Quanzhou qui vécut pendant la dynastie Song. Chor Soo Kong était connu pour ses bonnes actions, notamment guérir les pauvres et recueillir des serpents. La légende affirme que juste après la construction de l'édifice, des vipères des temples seraient apparues d'elles-mêmes, et, plutôt que de les chasser, les bonzes les auraient recueillies, donnant au lieu son nom de Temple aux Serpents.

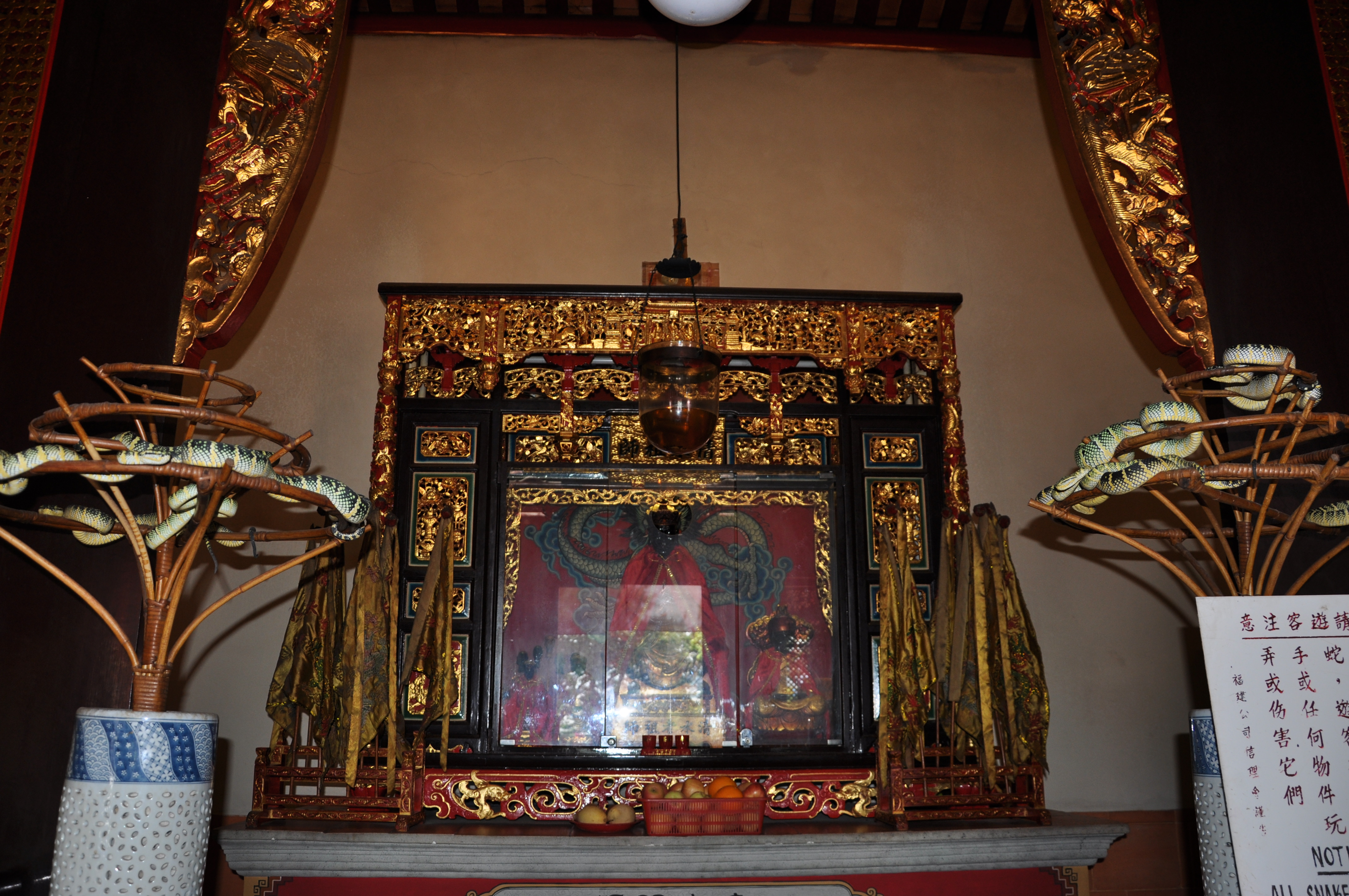
"Pour qui sont ces serpents qui sifflent sur vos têtes ?" Jean Racine, Andromaque

Les reptiles seraient rendus inoffensifs par la fumée d'encens. Le temple fut construit sur un terrain donné par un Écossais que les moines auraient guéri.
Le temple fut consacré en 1850.

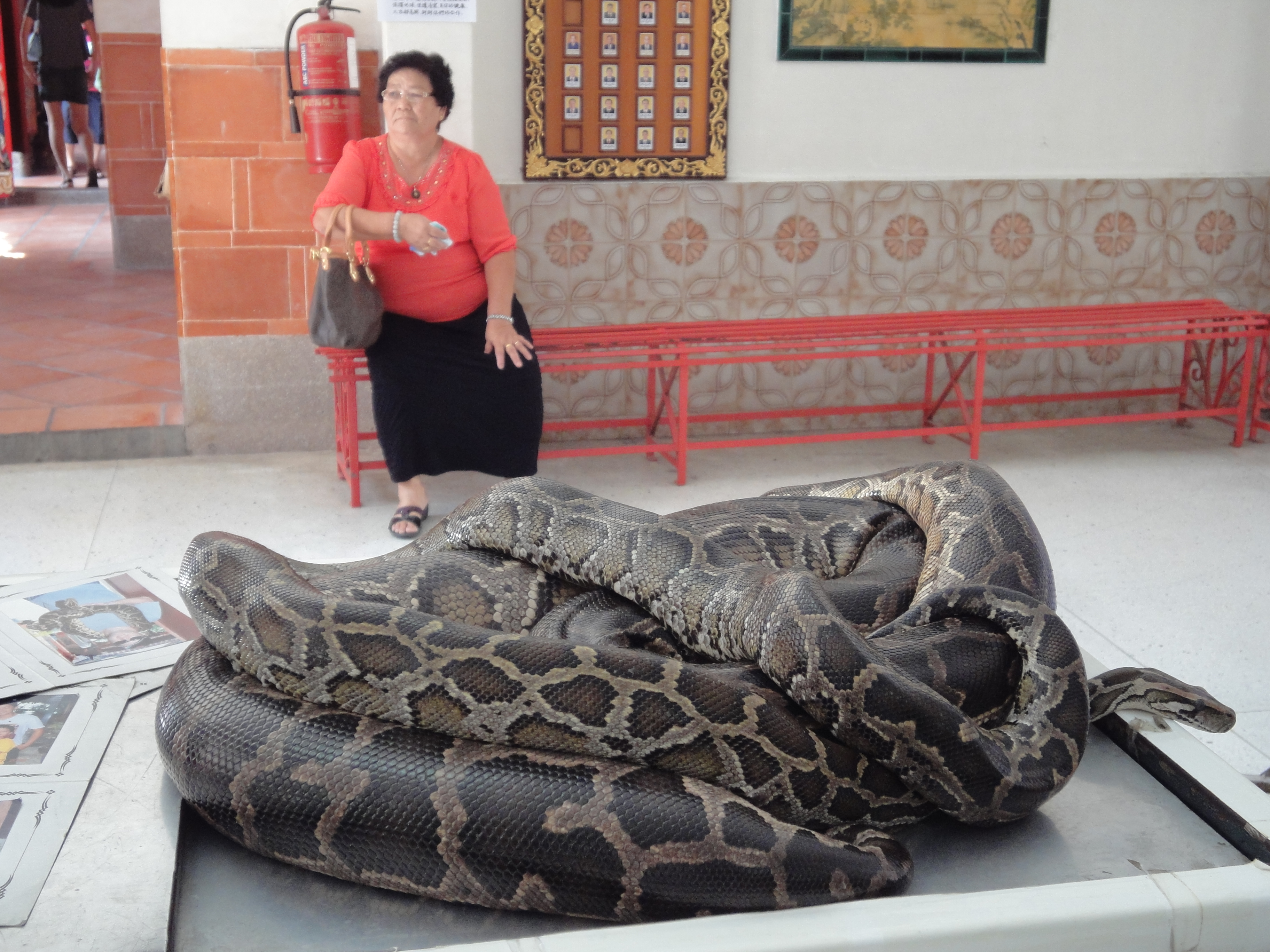
Python

En 2005, une ferme à serpents a ouvert ses portes, abritant par exemple des pythons.

## Le temple dans la culture
Déjà en 1929, le poète, diplomate et homme politique chilien Pablo Neruda décrit le "temple étrange du serpent, dans les faubourgs de Penang" et ses divers et multiples serpents. Il écrit dans son livre Confieso que he vivido (J'avoue que j'ai vécu), réédité partiellement sous le titre La Solitude lumineuse : "Ce temple a été souvent décrit par les voyageurs et les journalistes... Sous son toit de tuiles, c'est un édifice noirâtre et bas, rongé par les pluies tropicales, dans le feuillage épais des bananiers. Un relent d'humidité. Un parfum de frangipaniers. Quand nous entrons dans le temple nous ne voyons rien dans la pénombre. Une forte odeur d'encens et là-bas quelque chose qui remue. C'est un serpent qui s'étire... il y en a des centaines ou des milliers. Les uns sont petits, enroulés autour des candélabres ; d'autres noirs, métalliques et minces. Tous semblent dormir, repus... Voici le redoutable serpent de Russell, en train de gober un œuf auprès d'une douzaine de serpents-corail meurtriers, dont les anneaux écarlates annoncent le foudroyant venin. Et voici le fer-de-lance et plusieurs pythons, la coluber de rusi et la coluber noya. Des serpents verts, gris, bleus remplissent la salle. Tout est silencieux. De temps en temps, un bonze en robe de safran traverse l'ombre. La couleur brillante de sa tunique le fait ressembler lui aussi à un serpent au glissement paresseux, à la recherche d'un œuf ou d'une écuelle de lait."
On a pu apercevoir récemment le temple dans l'émission de télévision The Amazing Race 16 (en). Il figure aussi dans un roman de Tan Twan Eng (en), The Gift of Rain.

## Galerie

### LeTemi Tea Garden(en)

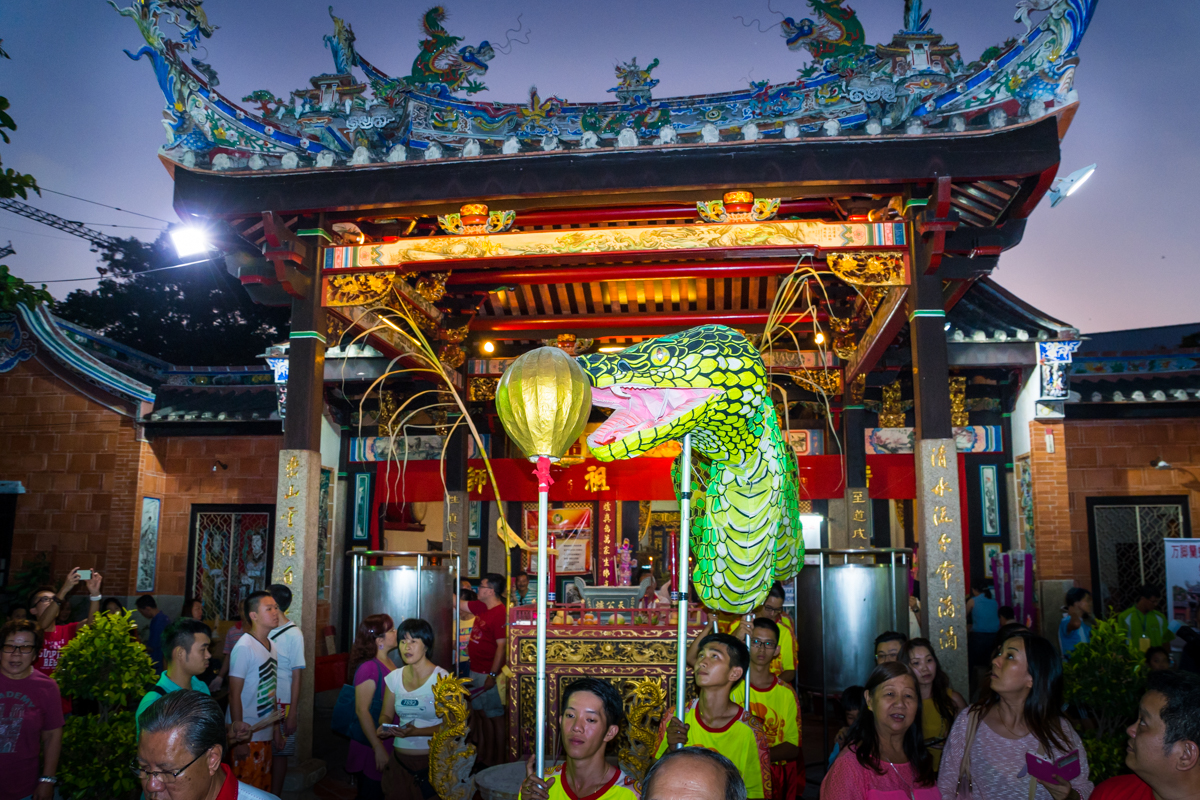
La danse du Serpent
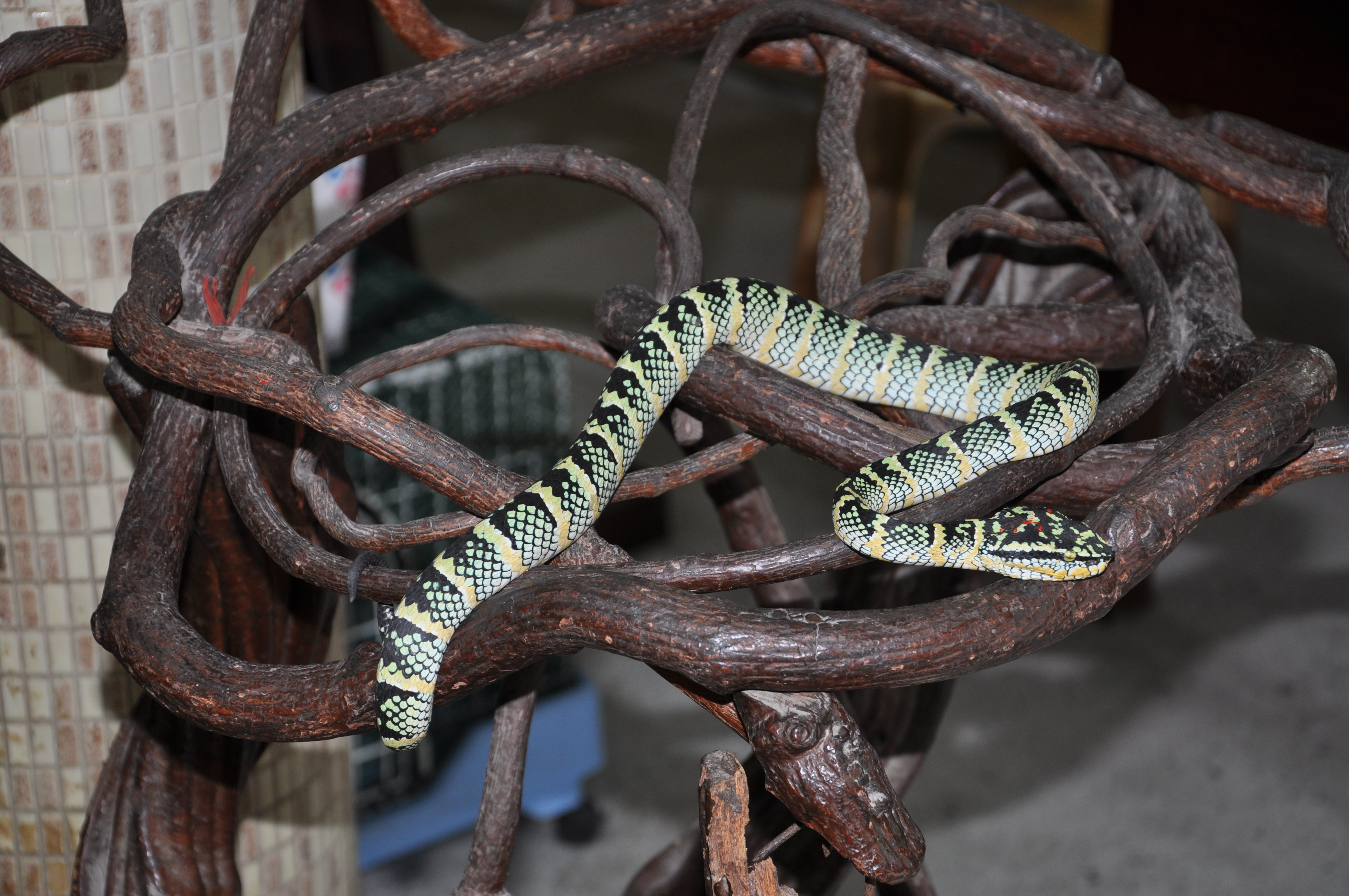
Une vipère des temples
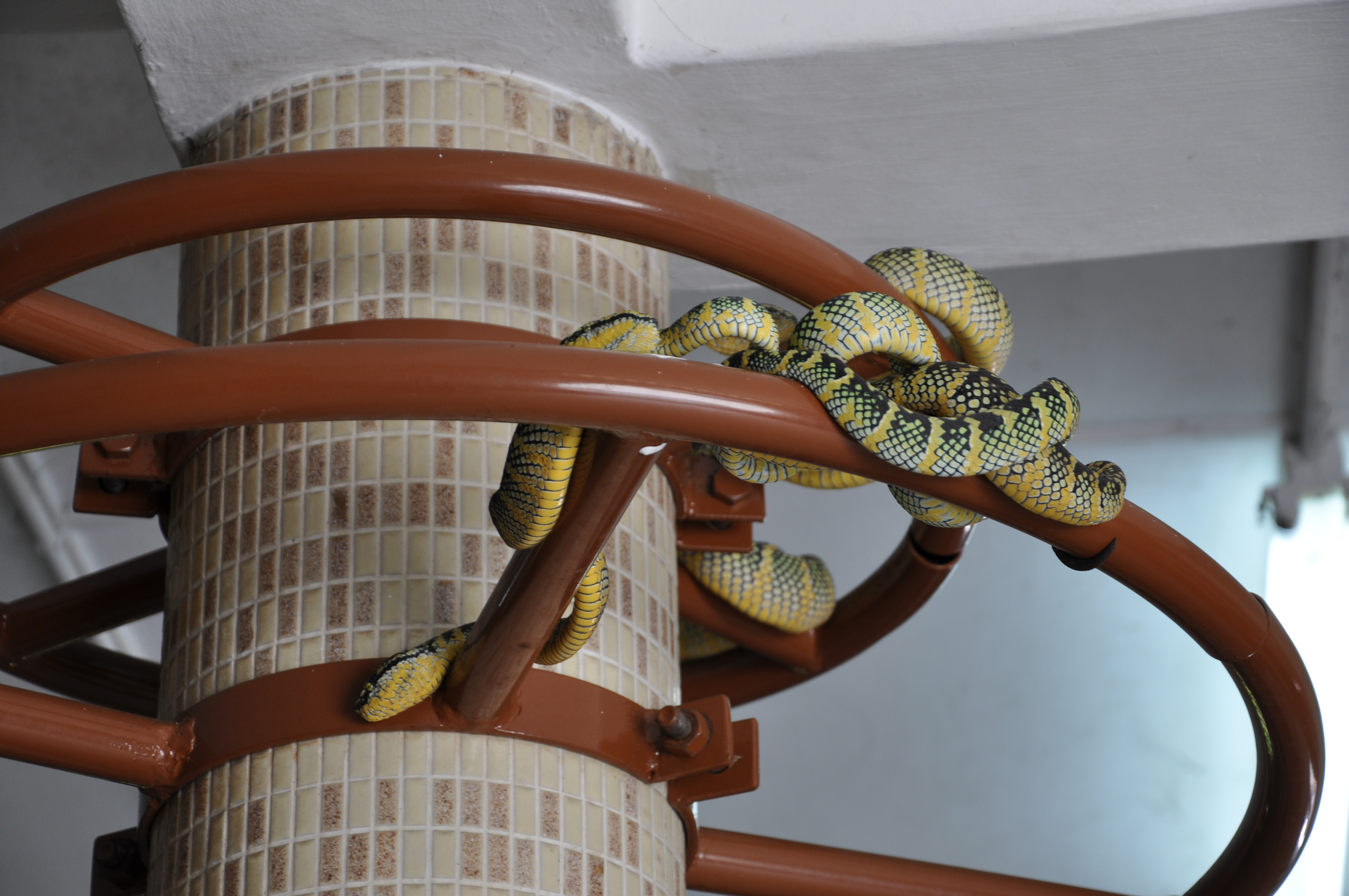
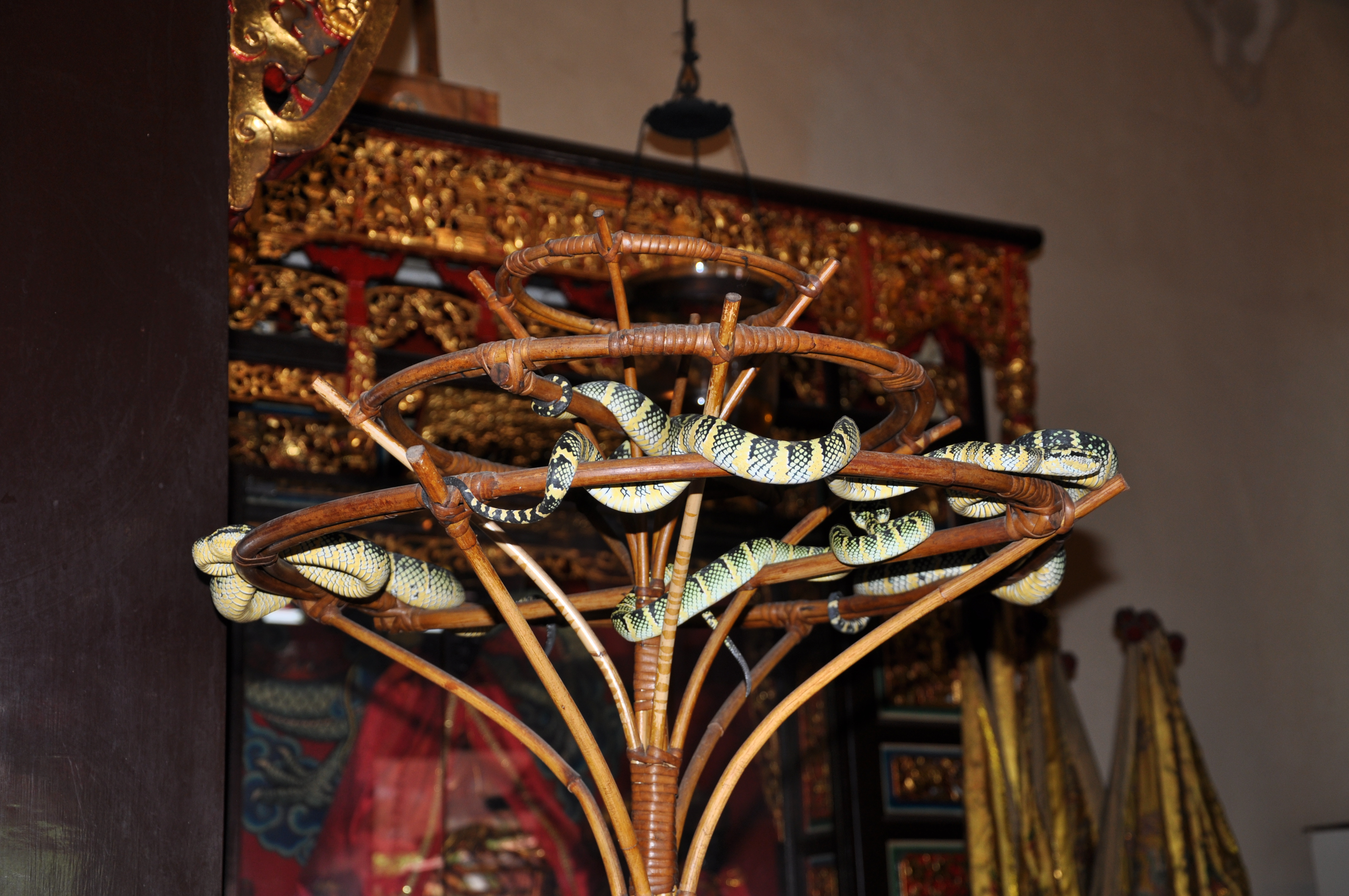